# مظلوم دوغان
مظلوم دوغان (۱۹۵۵ – ۲۱ مارس ۱۹۸۲)روزنامه‌نگار و یکی از اعضای مؤسس حزب کارگران کردستان (PKK) بود. او یک کرد علوی و مسئول جذب نیرو برای حزب بود او اولین سردبیر روزنامه تبلیغاتی سرخوبون بود او در سال ۱۹۷۹ قصد داشت ترکیه را به مقصد سوریه ترک کند، اما دستگیر شد و در زندان بدنام شماره ۵ دیاربکر زندانی شد. مظلوم دوغان در اعتراض به کودتای ترکیه و شرایط غیرانسانی که او و دیگر زندانیان در داخل ندامتگاه با آن مواجه بودند، خودکشی کرد. او امروز توسط پ.ک. ک و سازمان‌های مرتبط به عنوان یک قهرمان و یک شهید معرفی می‌شود.

## زندگی‌نامه
مظلوم دوغان در سال ۱۹۵۵ در شهر کوچک قراقوچان به کوردی(ده په) در استان آلازیغ به کوردی(خارپێت) ترکیه در یک خانواده پرجمعیت علوی به دنیا آمد او در رشته اقتصاد در دانشگاه آنکارا تحصیل کرد او در دانشگاه با کمونیست آشنا شد و به عضویت سازمان زیرزمینی فدراسیون جوانان انقلابی ترکیه درآمد و در ۱۹۷۴ یکی از ۱۶ نفری بود که حزب کارگران کردستان را تأسیس کردند.